# Amalia Borisi
Amalia Borisi (1844 – Bondeno, 1922) è stata un'attrice teatrale italiana.

## Biografia
Figlia di un conte Francesco dedicatosi in un secondo tempo all'arte e divenuto direttore di una piccola compagnia italo-veneta.
Moglie dell'attore Carlo Borisi, ebbe nel 1880 l'arduo compito di sostituire Marianna Moro Lin nella compagnia del marito di Marianna.
Successivamente, dal 1882 al 1885, fece parte della compagnia di Emilio Zago per poi entrare (1906) nella Goldoniana.
Recitò con bravura sia in lingua sia in dialetto, come la figlia Maria (1867-1903), che sposò l'attore Francesco Micheluzzi, dando origine ad un'altra famosa dinastia di comici veneziani.